# Allergia al polline

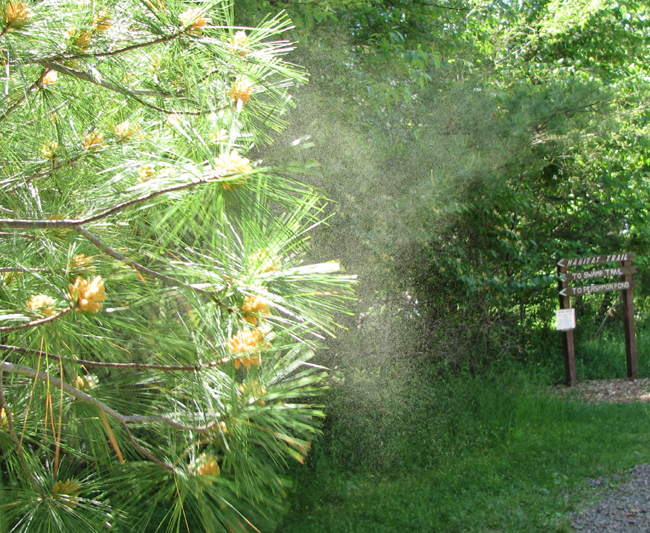
Le giornate primaverili ventose sono molto pericolose per gli individui allergici al polline.

L'allergia al polline è una forma di allergia presente in molti individui di tutte le età.

## Epidemiologia
Questa allergia è molto diffusa nella stagione primaverile e colpisce molte persone.

## Cause
In alcuni individui sono presenti degli anticorpi sin dalla nascita che respingono tutti i tipi di polline presenti nei fiori.
In altri l'allergia può anche essere acquisita.

## Sintomi
Quando una persona allergica al polline entra in contatto con l'omonima sostanza, prova i seguenti sintomi:
- Chiusura del naso
- Rinorrea acquosa
- Congiuntivite
- Asma o difficoltà nel respirare
- Stanchezza
- Riduzione dell'Olfatto
- Starnuti continui

## Trattamento
L'unico trattamento adatto per impedire di avere i precedenti sintomi è evitare di uscire nelle giornate primaverili molto ventose, dove è presente nei fiori il processo dell'impollinazione anemogama.
| Controllo di autorità | NDL (EN, JA) 00807766 |